# Millbrook (Illinois)
Millbrook – wieś w Stanach Zjednoczonych, w stanie Illinois, w hrabstwie Kendall.